# Кондукторна колона

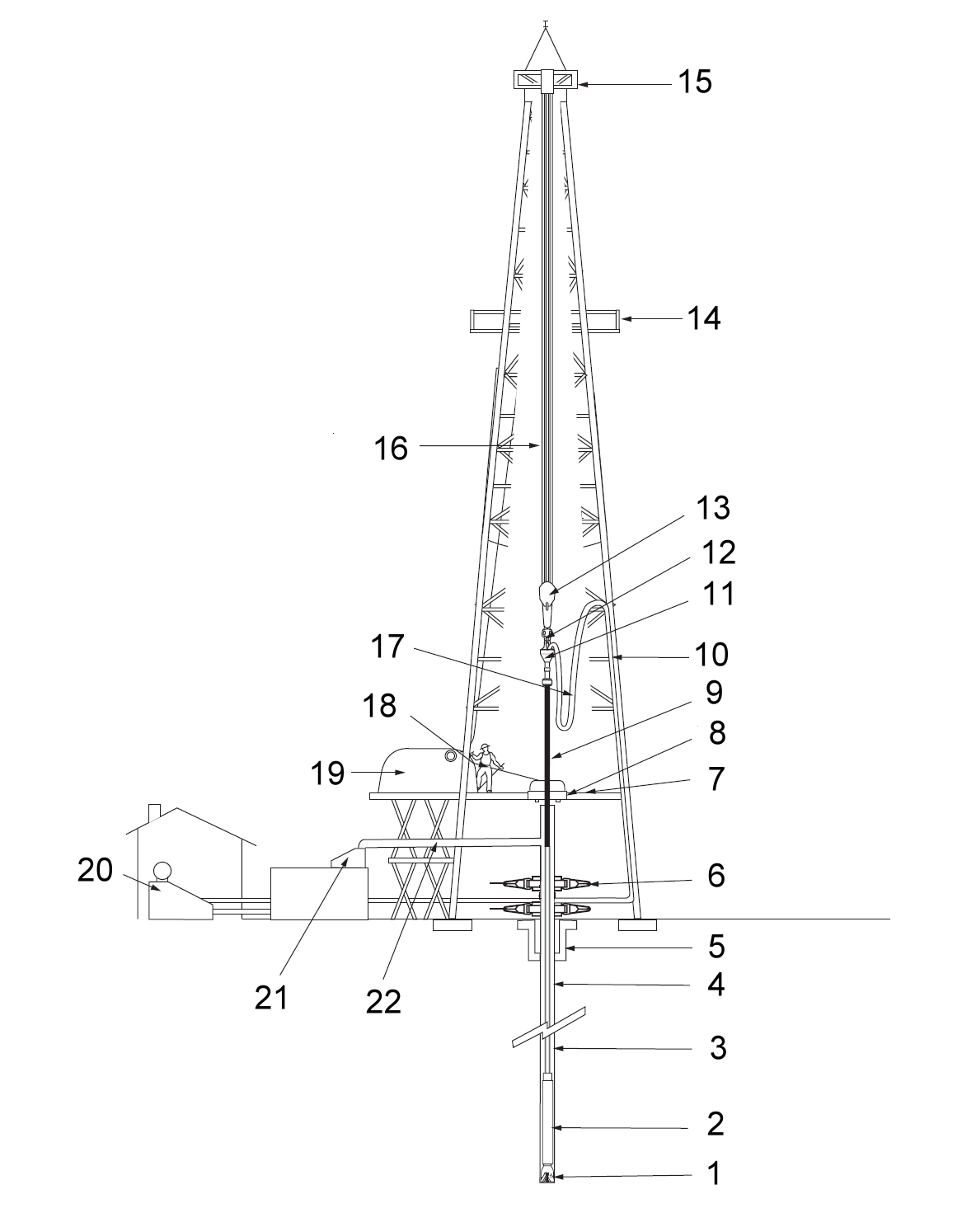
Загальна схема бурової установки: 1 — бурове долото; 2 — обважнені бурильні труби; 3 — бурильні труби; 4 — кондуктор (кондукторна колона); 5 — гирлова шахта; 6 — противикидні пристрої; 7 — підлога бурової установки; 8 — буровий ротор; 9 — провідна бурильна труба; 10 — буровий стояк; 11 — вертлюг; 12 — гак; 13 — талевий блок; 14 — балкон робітника; 15 — кронблок; 16 — талевий канат; 17 — шланг провідної бурильної труби; 18 — індикатор навантаження на долото; 19 — бурова лебідка; 20 — буровий насос; 21 — вібраційне сито для бурового розчину; 22 — викидна лінія бурового розчину.

Кондукторна колона, кондуктор (рос. кондуктор, англ. conductor, pipe conductor; нім. Ankerrohrtour f, Leitrohrtour f, Konduktor m) — елемент конструкції свердловини; колона обсадних труб, призначена для кріплення верх. інтервалу свердловин з метою перекриття гірських порід, схильних до обвалення або поглинання промивною рідиною.
Кондуктор являє собою набір сталевих труб, сполучених між собою, як правило, конічною різьбою за допомогою муфт. З метою безперешкодного спуску кондуктора в свердловину його нижню частину обладнують спеціальним черевиком з напрямною пробкою обтічної форми. Через черевик і канал в напрямній пробці здійснюється циркуляція бурового і цементних розчинів.
Довжина кондукторів нафтових, газових і геологічно-нафтових, газових і геологічно-розвідувальних свердловин 100—500 м. При проведенні унікальних надглибоких свердловин у вивержених (магматичних) гірських порід довжина кондуктора може перевищувати 2000 м. На кондукторі встановлюють противикидне обладнання; кільцевий простір за кондуктором звичайно цементують по всій довжині.
Якщо під час подальшого буріння очікується розкриття пластів з аномально високими пластовими тисками (АВПТ), то на кондуктор встановлюють противикидне обладнання (ПВО). На кондуктор також частково розвантажується наступна колона труб, тому його довжину вибирають із врахуванням усіх цих функцій і вона може коливатися від десятків до тисячі метрів і більше.
Колони труб, що встановлюються між кондуктором і експлуатаційною колоною, які призначені для перекриття нестійких порід, що залягають на значній глибині, ізоляції продуктивних горизонтів, розміщених набагато вище від проектної глибини, ізоляції зон можливих ускладнень та для інших цілей називають проміжними. Проміжна колона може бути відсутня або їх одна і більше.